# Acacia sarcophylla
Acacia sarcophylla é uma espécie de leguminosa do gênero Acacia, pertencente à família Fabaceae.